# Oblast' di Voronež

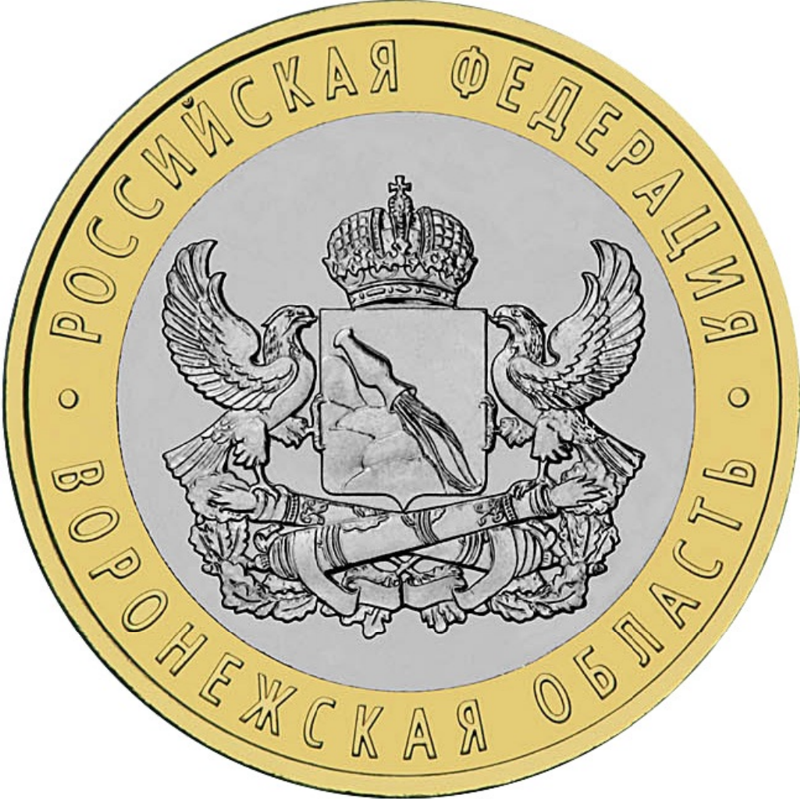
Moneta commemorativa della Banca di Russia con lo stemma dell'Oblast' da 10 rubli (2011)

L'oblast' di Voronež (in russo Воронежская область?, Voronežskaja oblast') è un'oblast' della Russia. Il territorio, in gran parte pianeggiante, è interessato dalla parte est del Rialto centrale russo ed è attraversato dal fiume omonimo e dal Don.
L'oblast' è una delle più industrializzate dell'intera Russia (metallurgiche, meccaniche, siderurgiche, aeronautiche, chimiche ed alimentari).
La cittadina di Semiluki, sulla destra del fiume Don, sta acquistando sempre più importanza per le industrie del cemento e materiali refrattari.

## Città principali
Oltre alla capitale Voronež, le città più importanti sono
- Borisoglebsk
- Liski
- Novovoronež
- Rossoš

## Geografia antropica

### Suddivisioni amministrative

#### Rajon
La oblast' di Voronež comprende 31 rajon (fra parentesi il capoluogo; sono indicati con un asterisco i capoluoghi non direttamente dipendenti dal rajon ma posti sotto la giurisdizione della oblast'):
- Anninskij (Anna)
- Bobrovskij (Bobrov)
- Bogučarskij (Bogučar)
- Buturlinovskij (Buturlinovka)
- Chochol'skij (Chochol'skij)
- Ėrtil'skij (Ėrtil')
- Gribanovskij (Gribanovskij)
- Kalačeevskij (Kalač)
- Kamenskij (Kamenka)
- Kantemirovskij (Kantemirovka)
- Kaširskij (Kaširskoe)
- Liskinskij (Liski)
- Nižnedevickij (Nižnedevick)
- Novochopërskij (Novochopërsk)
- Novousmanskij (Novaja Usman')
- Ol'chovatskij (Ol'chovatka)

- Ostrogožskij (Ostrogožsk)
- Paninskij (Panino)
- Pavlovskij (Pavlovsk)
- Petropavloskij (Petropavlovka)
- Podgorenskij (Podgorenskij)
- Povorinskij (Povorino)
- Ramonskij (Ramon')
- Rep'ëvskij (Rep'ëvka)
- Rossošanskij (Rossoš')
- Semilukskij (Semiluki)
- Talovskij (Talovaja)
- Ternovskij (Ternovka)
- Verchnemamonskij (Verchnij Mamon)
- Verchnechavskij (Verchnjaja Chava)
- Vorob'ëvskij (Vorob'ëvka)

#### Città
I centri abitati della oblast' che hanno lo status di città (gorod) sono 15 (in grassetto le città sotto la diretta giurisdizione della oblast', che costituiscono una divisione amministrativa di secondo livello):
- Bobrov
- Bogučar
- Borisoglebsk
- Buturlinovka
- Ėrtil'

- Kalač
- Liski
- Novochopërsk
- Novovoronež
- Ostrogožsk

- Pavlovsk
- Povorino
- Rossoš'
- Semiluki
- Voronež

#### Insediamenti di tipo urbano
I centri urbani con status di insediamento di tipo urbano sono i seguenti:
- Anna
- Chochol'skij
- Davydovka
- Elan'-Kolenovskij
- Gribanovskij
- Kamenka

- Kantemirovka
- Latnaja
- Nižnij Kisljaj
- Novochopërskij
- Ol'chovatka
- Panino

- Perelëšinskij
- Podgorenskij
- Ramon'
- Šilovo
- Strelica
- Talovaja

## Società

### Evoluzione demografica
Popolazione: 2.378.803;

## Fiumi principali
- Don
- Voronež
- Bitjug
- Chopër

## Fuso orario
L'oblast' di Voronež si trova nel fuso orario di Mosca (MSK/MSD). UTC offset is +0300 (MSK)/+0400 (MSD).